# Wincenty Rożkowski
Wincenty Rożkowski (ur. 24 marca 1912 w Kołodnie woj. Białostockie, zm. 21 marca 1996 w Gdańsku) – pułkownik LWP, założyciel razem z Robertem Satanowskim Zgrupowania Partyzanckiego „Jeszcze  Polska nie zginęła”. 
W wojsku pełnił wiele odpowiedzialnych stanowisk. Przyczynił się do odbudowy Gdańska po zniszczeniach wojennych. 
Został odznaczony: Orderem Virtuti Militari, Krzyżem Oficerskim Orderu Odrodzenia Polski, Złotym Krzyżem Zasługi, Krzyżem Partyzanckim.  

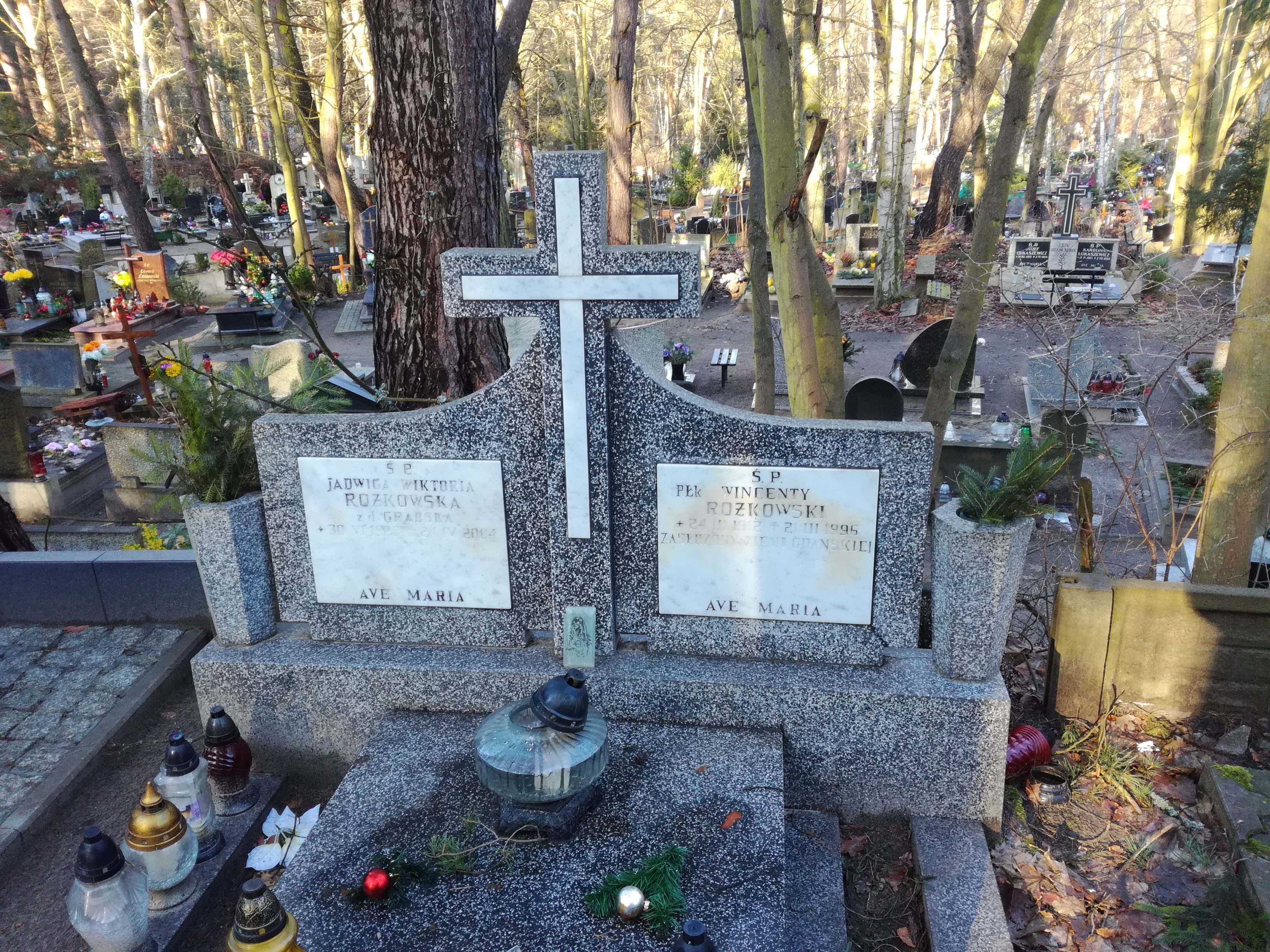
Grób płka Wincentego Rożkowskiego na Srebrzysku

Wiele czasu poświęcał na spotkania z młodzieżą. Należał do wielu klubów np. Klub Marynistów, Jacht Klubu. Zasłużony dla Miasta Gdańska.
Pochowany na Cmentarzu Srebrzysko w Gdańsku (rejon IX, taras IV wojskowy-skarpa-3/4).